# 울산 자매 살인 사건
울산 자매 살인 사건(蔚山姉妹殺人事件)은 김홍일이 2012년 7월 20일 새벽 3시 20분경 울산광역시 중구 성남동 소재의 다세대주택에서 20대 자매를 흉기로 살해한 사건이다.

## 사건 개요
이 사건을 저지른 김홍일은 2008년에 두 자매의 부모가 운영하는 주점에서 5개월간 아르바이트를 하던 인물이었다. 사건이 발생한 직후 경찰 수사가 이루어졌으나 범인의 신원이 확보되지 않아 결국 공개 수사로 전환되면서 실명이 알려지고 결국 전국에 지명 수배되었다. 그 후로 사건 발생 55일이 지난 2012년 9월 13일 기장군 일광면 용천리의 마을 도로변에서 주민의 신고를 받고 출동한 경찰은 기동 타격대 등을 동원하여 인근의 함박산 야산을 수색한 끝에 은신해 있던 범인 김홍일을 검거하였다.
검거 당시 현장을 확인한 결과, 수색이 벌어졌던 함박산 일대에서 50여 일간 숨어 살던 김홍일은 36개의 캔커피와 31병의 생수, 캔 사이다 2개 등의 생활 필수품을 가지고 지내왔던 것으로 밝혀졌다. 조사 결과 범인 김홍일은 피살된 자매 중에서 2010년부터 사귀어 온 맏이가 최근 결별을 통보한 데 격분해 이 같은 범행을 저지른 것으로 주장하였으나 새로 밝혀진 사실로는 자매 중 어느 누구와 사귄 적도 없고, 일방적인 스토킹과 망상으로 살인을 저질렀다는 게 수사 중에 밝혀졌다.

## 현장검증 및 구속
김홍일은 울산의 두 자매의 가게 2층에 무단으로 침입하여 자매 중 동생의 목을 칼로 그어 살해했고 언니도 같은 방법으로 살해했다고 울산 경찰의 수사 보고서가 밝히고 있다. 김홍일은 9월 15일 자매가 살해당한 장소이자 자매가 살던 집을 찾아 현장 검증을 실시하였고 이를 보러온 울산 피해 자매 모친과 친구들이 김홍일을 보고 격분하기도 했다. 피해자 언니 친구들은 경찰차의 창문짝을 두드리며 욕설을 하고 유족들은 경찰차에 탄 김홍일(용의자)에게 계란과 소금을 30번~40번씩 투척하며 오열했다. 이 사건으로 김홍일은 부산에서 검거되어 현장검증을 거쳐 구속되었다.
2013년 1월 25일. 울산지방법원은 김홍일에게 사형을 선고하였다. 그러나 김홍일은 1심 사형 판결에 불복 2013년 1월 28일에 항소장을 제출하였으며 2013년 5월 15일 부산고등법원은 범행을 시인한 점, 나이와 성장 과정, 사회 경력 등으로 볼 때 교화 가능성이 있는 점을 고려하여 김홍일에게 내려진 사형 판결을 파기하고 무기징역을 선고하였다. 검찰은 5월 21일 양형 부당을 이유로 대법원에 상고하였다.
2013년 7월 26일 대법원상고심에서 재판부는 사형과 무기징역, 또는 징역 10년 이상이 선고된 경우에 검사는 형이 가볍다는 이유로 상고할 수 없다며 이같이 판단하여 무기징역형을 선고한 원심을 확정하였다.